# Comportamiento empresarial
Comportamiento empresarial o corporativo es el comportamiento de un grupo o compañía que actúan como un solo cuerpo.

## Rol
El comportamiento empresarial no sólo juega varios roles en diferentes áreas, sino que también permite a las empresas superar cualquier problema al que puedan enfrentarse. Por ejemplo, debido al aumento de la globalización, es probable que las barreras de idiomas dentro de las organizaciones aumenten, creando grandes problemas que afecten el desempeño del día a día en las organizaciones. El comportamiento empresarial les permite a los administradores resolver estos problemas mediante la mejora de flexibilidad. También, varias empresas están luchando para seguir siendo competitivos en términos de calidad y de productividad debido a la intensa competencia que existe en los mercados. Sin embargo, el comportamiento empresarial es capaz de solucionar este problema permitiendo a los administradores empoderar a sus empleados, ya que son ellos los que son capaces de realizar un cambio. Un comportamiento empresarial positivo puede ocasionar que los empleados se sientan felices y satisfechos en su trabajo. Esto resulta benéfico para la gestión ya que podría dar lugar a equipos eficaces, lo que a su vez resulta en ideas innovadoras, que son beneficiosas para el negocio. También ayuda a disminuir la rotación de personal permitiendo a la organización retener a sus empleados más valiosos.

## Importancia
El comportamiento empresarial es importante en el fortalecimiento de las relaciones dentro de la organización entre individuos, equipos y en la organización como un todo. Es importante ya que refleja los valores de la organización y principios éticos por los que se rige la empresa. Fomentar el comportamiento corporativo positivo dentro de la compañía permite crear una imagen fuerte de la marca que refuerza la importancia del comportamiento corporativo.

## Factores externos
Los factores PESTEL influyen en el comportamiento de la empresa de muchas maneras. Estos causan que las organizaciones cambien la forma en la que operan sin embargo, el tamaño y la naturaleza del cambio dependen del factor que lo cause (político, económico, social, tecnológico, legal o ambiental).

### Político
Ejemplo de factores políticos pueden ser los cambios en la legislación del gobierno. Estos pueden afectar el comportamiento empresarial de las organizaciones,pues tendrán que cambiar la manera en la que operan para adaptarse a estos cambios;a algunos empleados no les gustarán los cambios realizados.

### Económico
La recesión es un ejemplo de un factor económico. Si la economía estuviera en una recesión, las empresas tendrían que realizar un recorte de personal. Esto afectará el comportamiento empresarial ya que los equipos de trabajo tendrán menos ideas y habilidades para poder operar de manera efectiva.

### Social
Cambios en las tendencias y en el mercado son factores sociales que afectan el comportamiento empresarial. Las organizaciones tendrían que cambiar sus productos y servicios para poder mantenerse actualizados con las nuevas tendencias. Para poder hacer esto, los empleados deben adquirir nuevas habilidades en un periodo corto de tiempo para realizar los cambios; la relación entre los empleados y la gestión puede estar en riesgo debido a estos cambios.

### Tecnológico
La implementación de tecnología dentro de las organizaciones puede significar un aumento en el uso de reuniones virtuales y menos reuniones personales. Como resultado, las relaciones entre la gestión y los empleados se puede debilitar debido al decremento de conversaciones cara a cara.

### Legal
Si las reformas legislativas como lo son las de los impuestos que se incrementan, los costos en las organizaciones también lo harán. Cambios en la forma en que la organización opera deberán realizarse para poder cubrir estos costos extras.

### Ambientales
Los factores ambientales pueden ser cualquiera que prevenga el daño al medio ambiente. Por ejemplo, se necesitará que más empleados realicen teletrabajo para reducir el número de empleados que viajan a otras oficinas y así reducir las emisiones de carbono. Sin embargo, esto puede llevar al aislamiento, pues se reduce la comunicación, lo que debilita el comportamiento corporativo en las empresas.

## Influencia de los Stakeholders
Las empresas tienen diversos stakeholders que influencian el comportamiento empresarial. Sin embargo, empresas que adoptan la teoría de los stakeholders suelen apelar más a sus grupos de interés, ya que están mostrando su atención y compromiso hacia ellos. Esto ayuda a fortalecer el comportamiento empresarial dentro de las empresas y reducir la necesidad de los stakeholders de demandar cambios.